# Replösa

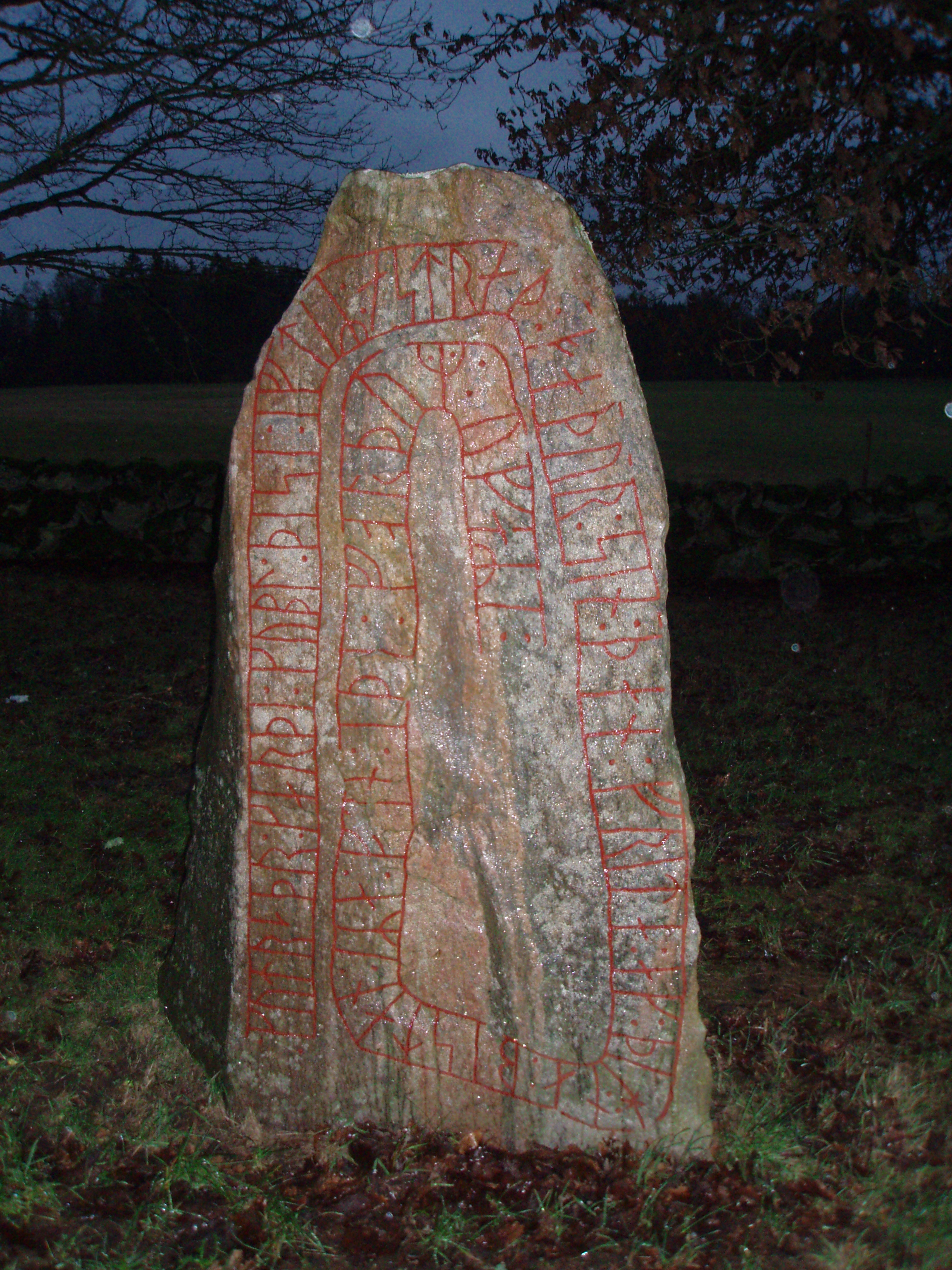
Replösastenen, Sm 35

Replösa är ett område med många fornlämningar som ligger strax norr om Ljungby i Ljungby kommun i Småland. Fornlämningarna består bland annat av en runsten, en skeppssättning och två gravfält och ligger strategiskt öster om den gamla kommunikationsleden vid Lagan. 

## Replösastenen
Replösastenen, publicerad som Smålands runinskrifter 35, är en runsten i granit som är 1,85 meter hög och 0,9 meter bred. Stenens inskrift är från 1000-talet och lyder "Götrad gjorde denna vård efter Åstrad sin fader, den ypperste av de fränder och tegnar som i Finnveden fordom levde". De båda danskklingande namnen Götrad och Åstrad är ovanliga. Från medeltiden känner man till några personer som hette Åstrad och namnet har även förekommit på danska runstenar. Götrad förekommer inte på någon annan känd runsten. Finnveden som nämns på stenen var ett av de "land" som kom att ingå i landskapet Småland. Ordet "tegn" förekommer i många runinskrifter men det råder delade meningar om betydelsen. De två huvudalterntiven är 'fri bonde, odalman' respektive 'krigare, medlem av kungens hird'.
Strax söder om runstenen finns en skadad men delvis restaurerad skeppssättning. Den är sjutton meter lång och sex meter bred och består av sju resta stenar som är 0,8-1,5 meter höga. Enligt äldre uppgifter ska den ursprungligen ha bestått av tolv stenar.

## Replösa gravfält
På andra sidan vägen ligger ett gravfält med 55 gravhögar och 20 resta stenar. De största högarna är omkring 12 meter i diameter och 1,5 meter höga. Några högar har mittgrop eller kantränna och fem är ovala till formen. Gravfältet i Replösa har många likheter med Kånna högar och de båda gravfälten är från samma tid, det vill säga yngre järnålder (400-1050 efter Kristus).
Omkring 400 meter söder om runstenen ligger ytterligare ett gravfält som består av 20 gravhögar, den största 1,7 meter hög.

### Fotnoter
1. ↑  Riksantikvarieämbetet, 28:1.
2. ↑  Riksantikvarieämbetet, 29:1.
3. ↑  Riksantikvarieämbetet, 30:1.
4. ↑  Riksantikvarieämbetet, 31:1.